# ボナヴェントゥーラ・カヴァリエーリ

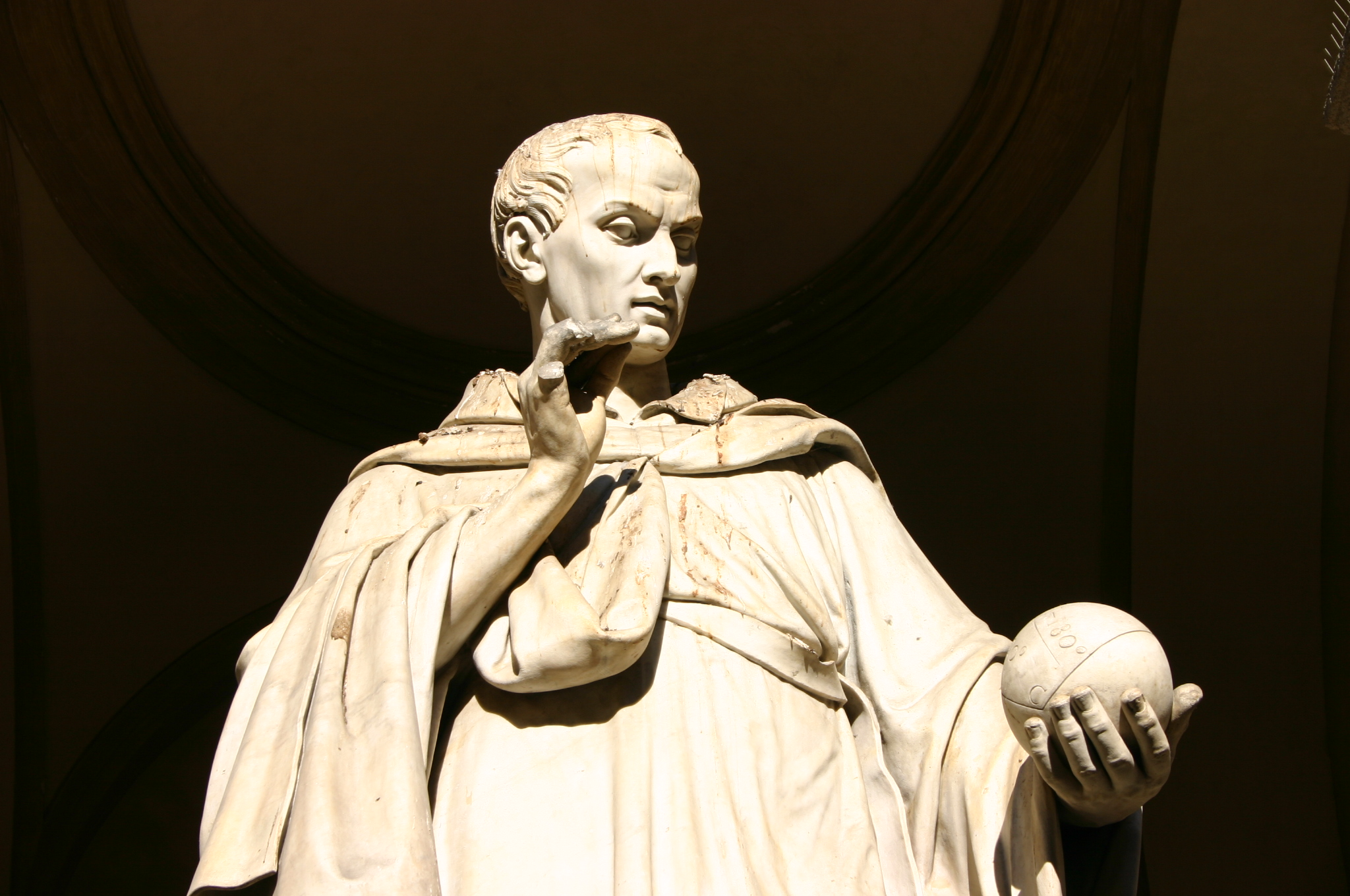
ミラノにあるカヴァリエーリの像

フランチェスコ・ボナヴェントゥーラ・カヴァリエーリ（Francesco Bonaventura Cavalieri、1598年 - 1647年11月30日）はイタリアの数学者。微分積分分野の権威として理論形成に多大な影響を残し、カヴァリエリの原理の提唱者として知られる。

## 人物・生涯
幼少よりイタリア諸都市において宗教学を修め、聖職者を目指していたが、1616年、ピサでガリレオ・ガリレイの弟子にあたるベネデット・カステリと出会い、数学者としての道を志すようになった。ミラノやパルマの修道院で勤務する傍ら数学研究を続け、1626年にボローニャ大学の数学教授となった。ヨハネス・ケプラーの『ぶどう酒樽の測定』(Nova stereometria doliorum vinariorum) とともに近代的求積法の始祖とされ、1635年に『不可分者による連続体の新幾何学』(Geometria indivisibilibus continuorum nova quadam ratione promota) を発表。カヴァリエリの原理として名を残した。
この他に天文学や占星術などにも精通し、関連した著作を発表している。